# Teodoro Andreu Sentamans
Teodoro Andreu Sentamans   (Alzira, 1870 - València, 18 de març de 1935) Teodoro - Juan Andreu Sentamans va ser un pintor i artista gràfic valencià. Va ser primer deixeble de Joaquín Sorolla i seguidor del seu tractament de la llum.

## Biografia
Teodoro Andreu era fill de José Andreu García i de la seua segona esposa, Ascensión Sentamans Salazar. Va tindre tres germanastres i una germana. El seu pare va morir quan ell només tenia un any, ofegat per un desbordament del riu Xúquer. En 1875 sa mare va deixar Alzira per instal·lar-se a Madrid, amb Teodoro i la seua germana. Teodoro va rebre el primer ensenyament en el col·legi dels escolapis. Més tard va començar a estudiar solfeig i va formar part del cor infantil de l'òpera en el Teatre Real.
Els seus estudis de dibuix i pintura els va iniciar l’any 1884, primer a l'escola El Fomento de las Artes i després a l'Escola Especial de Pintura, Escultura i Gravat de la Real Acadèmia de Bellas Artes de San Fernando. En 1889 començà a estudiar en l’estudi de Joaquín Sorolla.
En 1902 es va traslladar a Bilbao, on va obrir un estudi. En 1904 va aprovar oposicions per a professor de l'Escola Superior d'Arts i Indústries i Belles Arts de Cadis. Posteriorment es va instal·lar a Barcelona, i en 1909, any en què va morir la seua mare  va tornar a València. Va contraure matrimoni amb Josefina Settier Banús, que havia conegut a Alzira en 1905. Va tindre quatre fills: Josefina, nascuda en 1912, que va morir amb un any d'edat; José Teodoro, nascut en 1913; Antonio, nascut en 1914, que va morir de tifus amb tres anys d'edat, i Elisa, nascuda en 1917.
El pintor Andreu va morir en el seu domicili de València el 18 de març de 1935 a l'edat de 64 anys.
En 1971 es va celebrar el centenari del naixement del pintor amb una exposició antològica a València i una altra a Alzira, titulada Exposició homenatge en el centenari del naixement del pintor alzireny Teodoro Andreu on es van mostrar, entre d'altres, la col·lecció de cinc llenços propietat de l'Ajuntament d'Alzira.

## Carrera
Teodoro Andreu va iniciar la seua carrera en l'estudi de Joaquín Sorolla a Madrid. Al principi es va dedicar a vendre apunts de flors i fruites. La seua obra Preparativos tristes, dues natures mortes i el retrat del seu germanastre José Andreu Domingo són de 1890. En 1896 va pintar el retrat del pintor Carlos Lezcano i el quadre La paella, que va ser premiat amb la tercera medalla en l'Exposició Nacional de Belles Arts de Madrid en 1897. En 1900 es va presentar a les oposicions per a pensionats per pintura en l'Acadèmia Espanyola de Belles Arts amb una obra que era un cos nu pintat amb només tres colors. El tribunal va rebutjar l'obra qualificant de boig al jove pintor. En 1901 va pintar Arruixa, que plou.
A Bilbao va obrir un estudi en 1902 i va tindre entre els seus deixebles a Francisco Bengoa, Carlos del Rio, José Antonio Arechabala i Rodríguez de Lecea. En aquesta època va viatjar al Regne Unit i a França on va conéixer l'ambient bohemi de Montmartre a París.
En 1904 pinta en Alzira l’obra Tarda d'hivern, que exposa en l'Exposició Nacional de Belles arts, celebrada a Madrid, en la que obté la Tercera Medalla. Durant aquests anys improvisava exposicions en els establiments comercials del carrer Sant Vicent, de València, amb gran èxit. Després de diverses exposicions i treballs, en 1908 va obtindre la medalla de plata en l'Exposició Hispano-Francesa de Saragossa, amb el quadre La viudeta, i li és concedida la condecoració creada per a aquest Centenari. També va ser nomenat membre del Cercle de Belles Arts de València.
Va participar en l'Exposició Regional Valenciana de 1909, organitzada per l'Ateneu Mercantil, i va obtenir la medalla d'or. A l'octubre d'aquest any va tornar a la seva terra natal amb plaça a l'Escola d'Arts i Oficis de València. A l'any següent va participar en l'Exposició Nacional celebrada també en aquesta ciutat i va presentar La Viudeta, Forn de calç, el retrat de D. Froilán Torija i de María Sanchís Banús. A l'Argentina va participar en l'Exposició Internacional de Pintura celebrada a Buenos Aires.
En 1914 va ser nomenat professor de Terme de Composició Decorativa i Pintura de l'Escola d'Arts i Oficis de Santiago de Compostel·la, cessant en 1920. Va tornar a València, on va ser nomenat director de l'Escola d'Arts i Oficis en 1925. Durant els anys vint participa en diverses exposicions a València, Madrid i Barcelona i és nomenat membre de la Real Acadèmia de Belles Arts de Sant Carles de València.
En 1932 cessa com a director de l'Escola d'Arts i Oficis de València per motius de salut i celebra la seua última exposició en 1933 en el Cercle de Belles arts de Madrid. Les seues últimes obres van ser Autoretrat i Natura morta de codonys, de 1934.
En el moment de la seua mort, en 1935, deixava al seu estudi del carrer Trinquet de Cavallers 350 llenços completament acabats, a més d'apunts, esbossos, taules, cartons, etc. En els anys següents a la seua defunció es van celebrar diverses exposicions pòstumes a València, Salamanca, Múrcia i Alzira.

## Distincions i reconeixements
- Homenatge de la Lliga d’Amics de Santiago de Compostel·la i lliurament d’una reproducció en bronze del Pòrtic de la Glòria (1914).
- Soci d’Honor de la Lliga d’Amics de Santiago de Compostel·la (1921).
- Soci d’Honor de l’Ateneu Industrial i Mercantil d’Alzira (1923).
- Homenatge de l’Ateneu Mercantil de València (1928).
- Acadèmic de número de la Real Acadèmia de Belles Arts de Sant Carles de València (1928).
- Homenatge del Cercle de Belles Arts de València (1931).
- L’Ajuntament d’Alzira posa el seu nom a un carrer de la ciutat (1932).
- L’Ajuntament de València posa el seu nom a una plaça (1972).